# Neogòtic

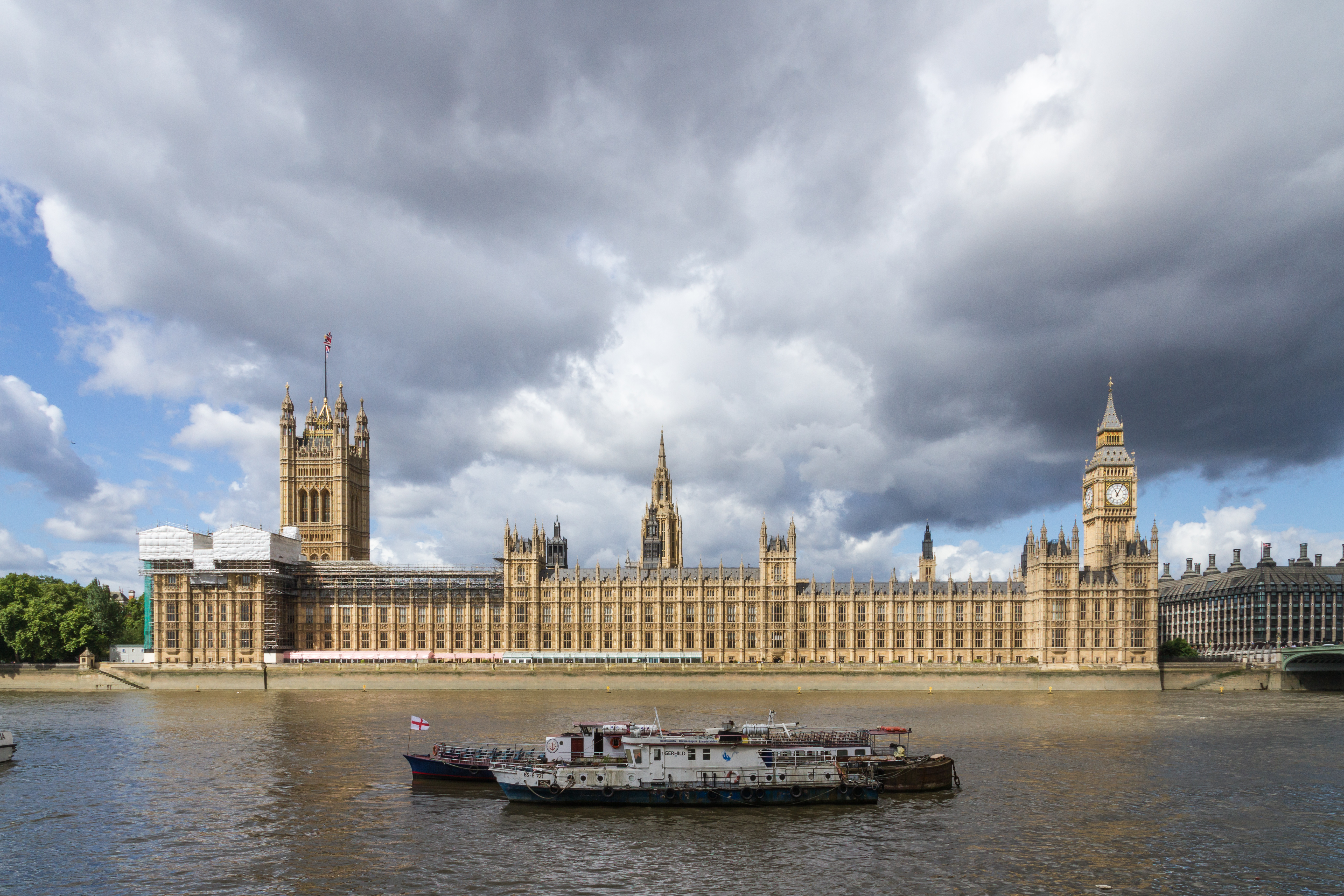
Palau de Westminster.

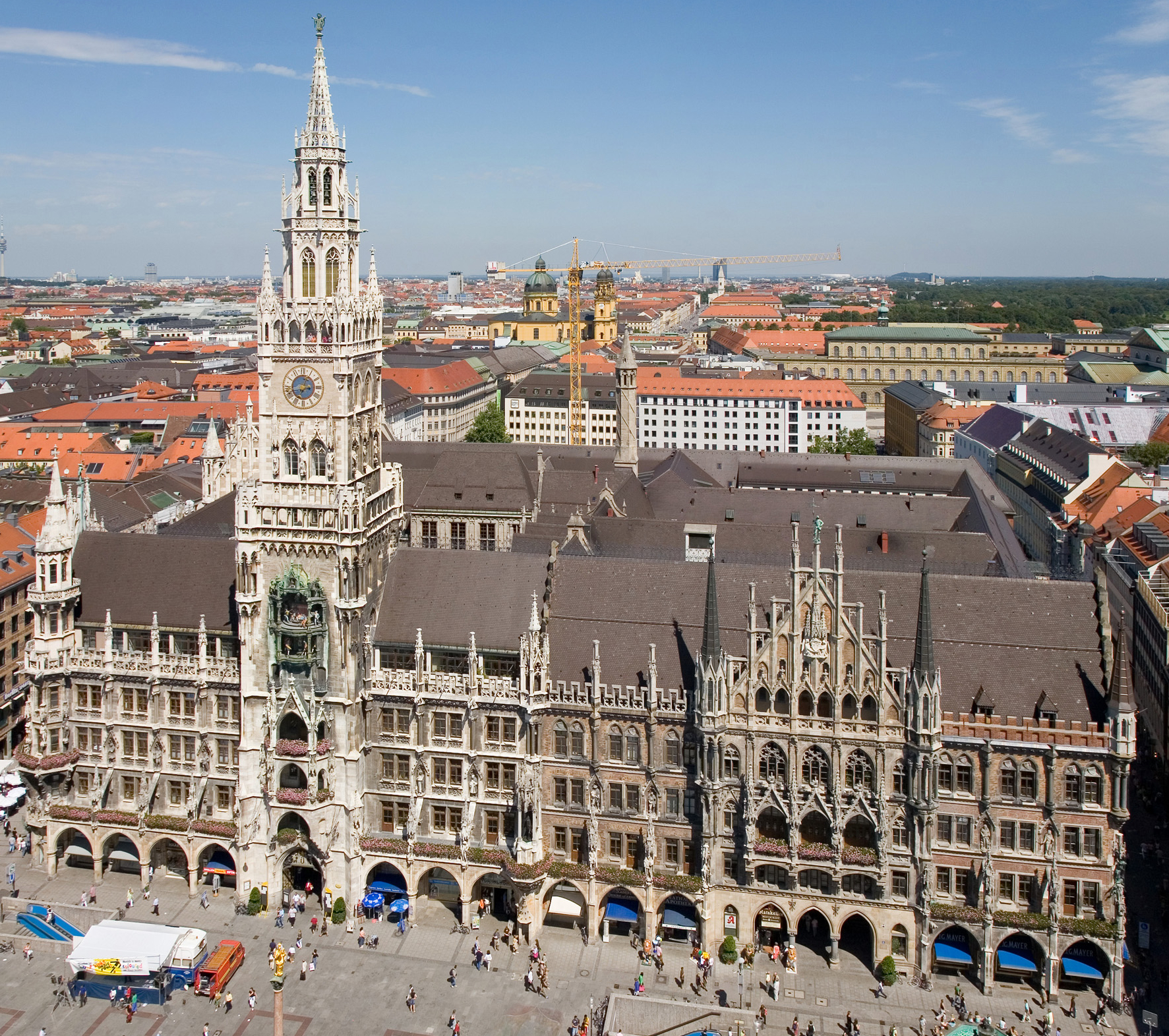
El nou Ajuntament de Múnic.

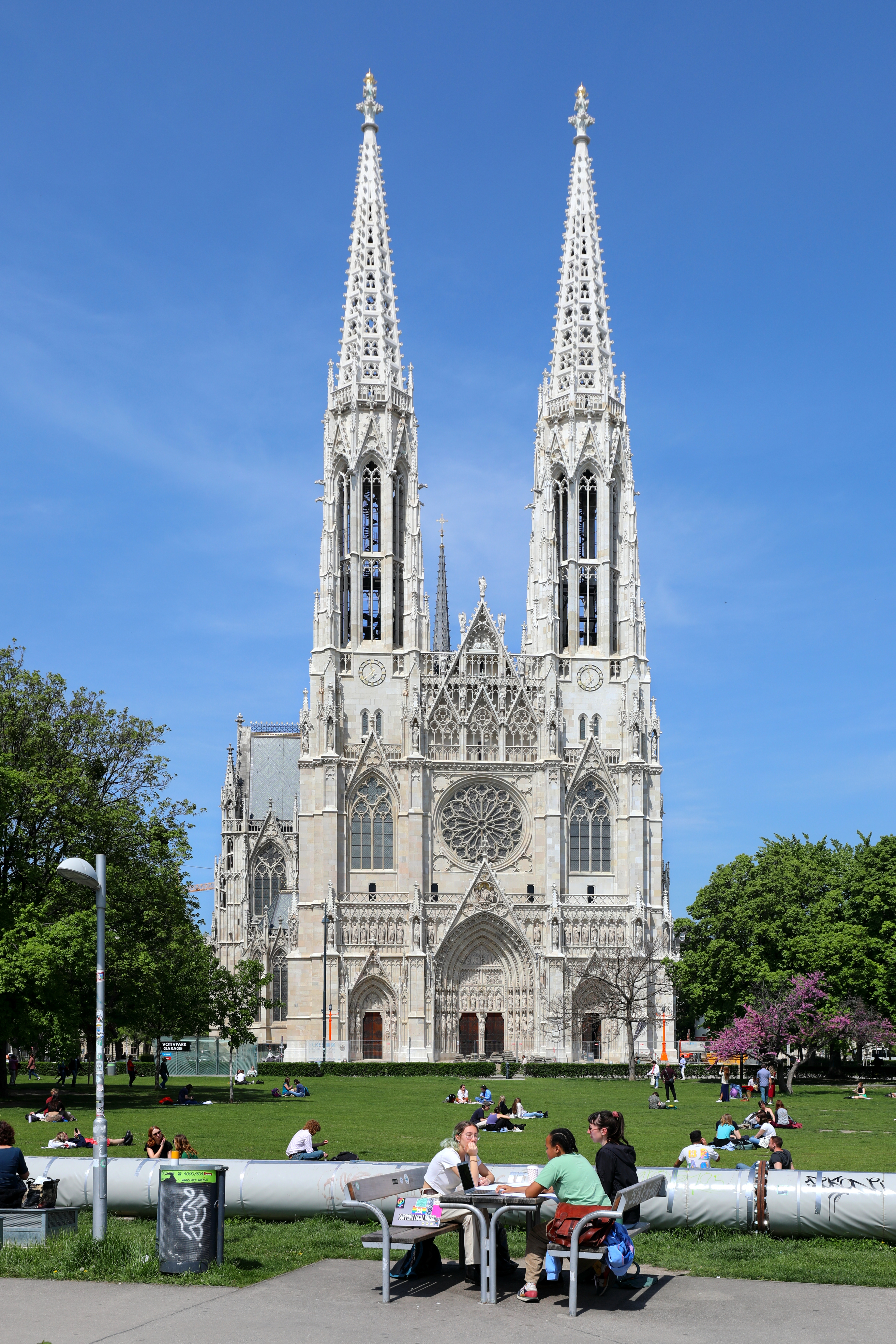
Església votiva de Viena.

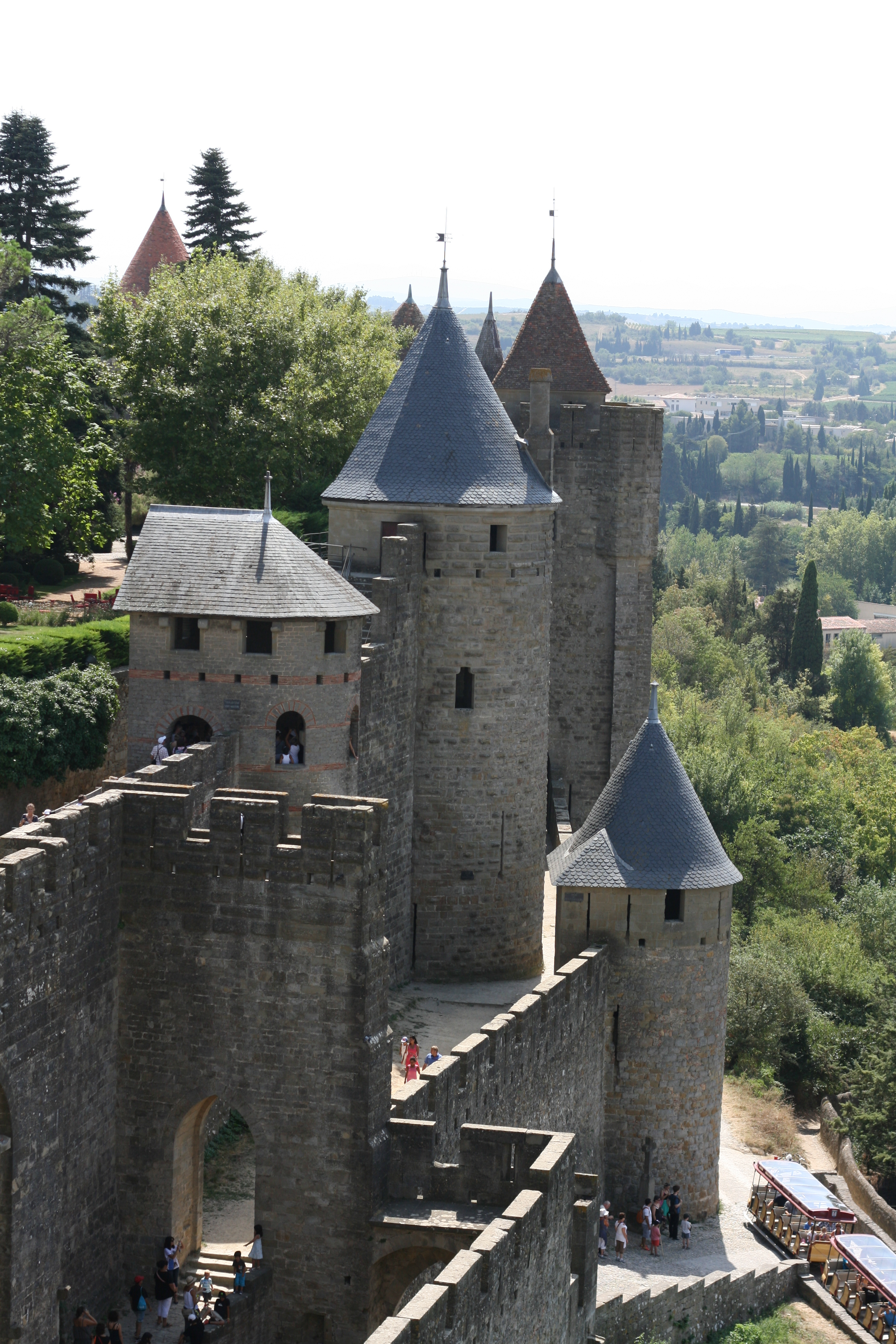
La ciutat fortificada de Carcassona, restaurada per Viollet-le-Duc.

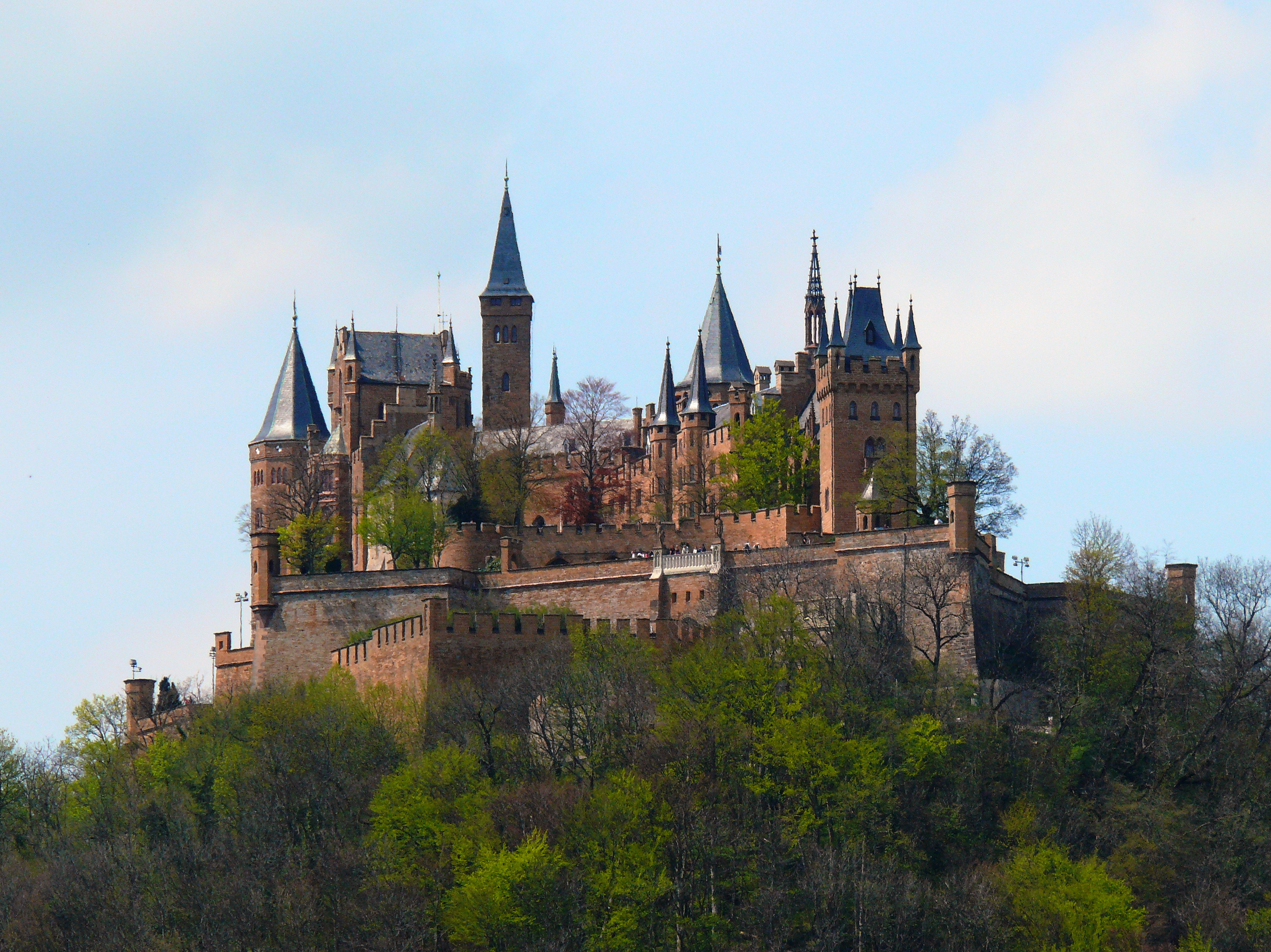
Castell de Hohenzollern.

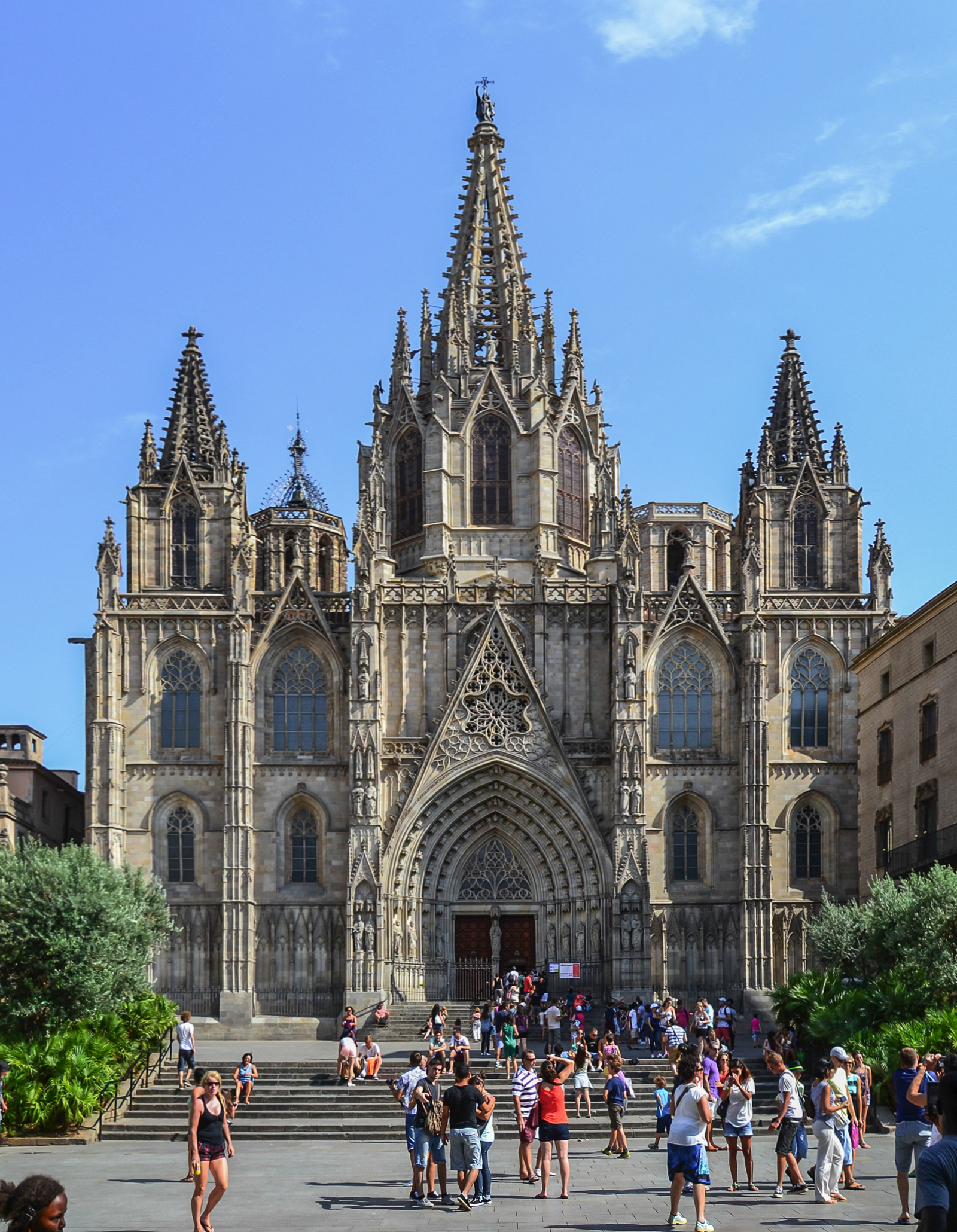
La façana neogòtica de la catedral de Barcelona

El neogòtic és un estil arquitectònic desenvolupat al segle xix i continuat encara al segle xx. Es caracteritza per la recuperació i, a vegades, reinterpretació, de les formes més típiques de l'arquitectura gòtica medieval i en particular dels seus referents canònics, les grans catedrals gòtiques franceses. És una de les màximes expressions de l'historicisme arquitectònic del segle xix, juntament amb el neoclassicisme. Però mentre aquest últim estil s'associa al racionalisme que caracteritza la cultura de la il·lustració, els neomedievalismes en general i molt especialment el neogòtic es vinculen amb el romanticisme.
A Anglaterra, el neogòtic, anomenat Gothic revival, comença a la segona meitat del segle xviii i enllaça pràcticament sense solució de continuïtat amb les supervivències tardanes de l'arquitectura gòtica, l'anomenat Gothic survival. A l'Europa continental li va donar un gran impuls l'auge de la restauraciò d'edificis històrics de la qual el gran protagonista n'és l'arquitecte francès Eugène Viollet-le-Duc. Al Regne Unit els principals teoritzadors del neogòtic són John Ruskin i Augustus Pugin, aquest darrer coautor de l'edifici del parlament de Londres.
Entre les obres més representatives del neogòtic sobresurten les esglésies i edificis religiosos i també els parlaments o seus de governs municipals. El neogòtic també té especial incidència en l'àmbit dels castells, reflectint una concepció romàntica de l'Edat Mitjana, i en les universitats i centres educatius, volent evocar el prestigi de les universitats britàniques. En la voluntat de recuperació de l'esplendor del gòtic medieval es combinen la influència del romanticisme, tendències nacionalistes (reivindicació simbòlica dels orígens medievals de les nacions i dels governs de les ciutats) i sentiments d'afirmació de la religió catòlica recordant el seu moment de màxima plenitud, representat per les grans catedrals medievals.
Hi ha també, darrere d'algunes expressions del neogòtic, la voluntat de recuperació de la qualitat artesanal del treball medieval, per contraposició a la producció industrial seriada derivada de l'expansió de la revolució industrial al segle xix. El principal teòric de la recuperació dels oficis medievals i, consegüentment, de l'estètica gòtica en les arts decoratives és l'anglès William Morris, estretament vinculat a la Germandat prerafaelita, un moviment artístic que reivindicava l'estètica del Quattrocento italià en pintura, en una línia semblant al natzarenisme.
Malgrat que, en termes generals, el neogòtic és oposat a la mentalitat i l'estètica industrials (la que representa l'arquitectura del ferro, per exemple), en alguns casos va aportar una apreciació del racionalisme inherent a l'arquitectura gòtica que va poder ser aprofitada per l'arquitectura moderna. Antoni Gaudí, profund coneixedor de l'obra de Viollet-le-Duc, va partir de l'arquitectura gòtica per anar a la recerca de solucions originals que la superessin. En l'arquitectura del modernisme les referències a l'arquitectura gòtica segueixen essent abundants.
El neogòtic va tenir especial incidència a Barcelona i a Catalunya en general. N'és un bon exemple la voluntat de "goticitzar" el centre històric de Barcelona transformant-lo en l'anomenat Barri Gòtic.

## Obres destacades d'arquitectura neogòtica
A Alemanya 
- La restauració de la catedral de Colònia a Alemanya
- Castell de Hohenzollern
- Nou Ajuntament de Múnic

A Àustria 
- Església votiva de Viena
- Ajuntament (Rathaus) de Viena

A Bèlgica 
- Monestir de Maredsous, a la província de Namur, obra de Jean de Bethune (1821-1894)

A França
- Intervencions de Viollet-le-Duc a Nostra Senyora de París i a la Ciutat fortificada de Carcassona
- Basílica de la Immaculada Concepció al Santuari de Lorda
- Església de Santa Anna de Montpeller
- Agulla de l'església de Sant Miquel de Bordeus, reconstruïda per Paul Abadie
- Basílica de Santa Clotilde de París
- Castell de la Bella Dorment a Disneyland París

A Hongria
- El Palau del Parlament d'Hongria, a Budapest

Al Regne Unit
- Palau de Westminster a Londres
- Tower Bridge, a Londres
- Estació de Saint Pancras, a Londres
- Palau de Justícia de Londres
- Albert Memorial, a Londres
- Nombrosos edificis col·legials a Cambridge i a Oxford
- Catedral de Santa Maria, a Edimburg

A Catalunya
- La façana i el cimbori de la catedral de Barcelona
- Església i convent de les Saleses, a Barcelona
- Restauració de les Cases dels Canonges
- Pont sobre el carrer del Bisbe, de Joan Rubió i Bellver (1928)
- Col·legi Sant Ignasi -Sarrià, a Barcelona
- L'absis i la cripta de la Sagrada Família
- Temple Expiatori del Sagrat Cor, al Tibidabo
- Ajuntament de Terrassa
- Santuari de la Mare de Déu de la Misericòrdia, a Canet de Mar
- Església de Sant Esteve de Castellar del Vallès
- Interior de l'església del Santuari de Núria

A les Illes Balears
- Castell de Bendinat
- Església parroquial de Sant Bartomeu de Sóller

A Espanya
- Palau Episcopal d'Astorga
- Casa de los Botines, a Lleó
- Palau de Sobrellano, a Comillas
- La catedral Nova de Vitòria
- Catedral de Bon Pastor de Donostia
- Primers projectes de la Catedral de l'Almudena de Madrid
- Restauracions a la Catedral de Lleó
- Castell de Butrón

A Amèrica
- La basílica de Nostra Senyora de Luján, a l'Argentina
- Catedral Saint John the Divine, a Nova York
- Catedral de Sant Patrici, Nova York

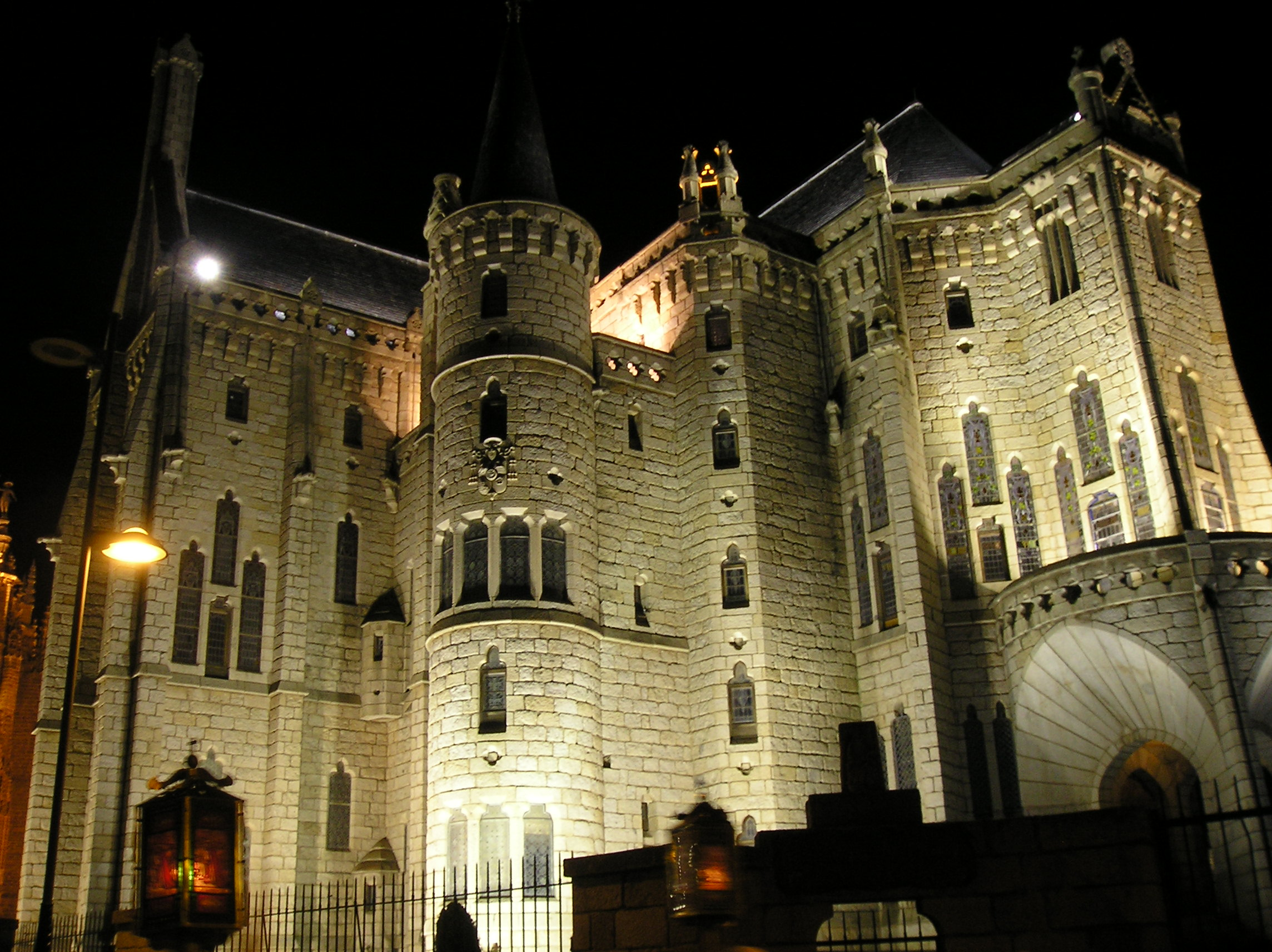
Palau Episcopal d'Astorga
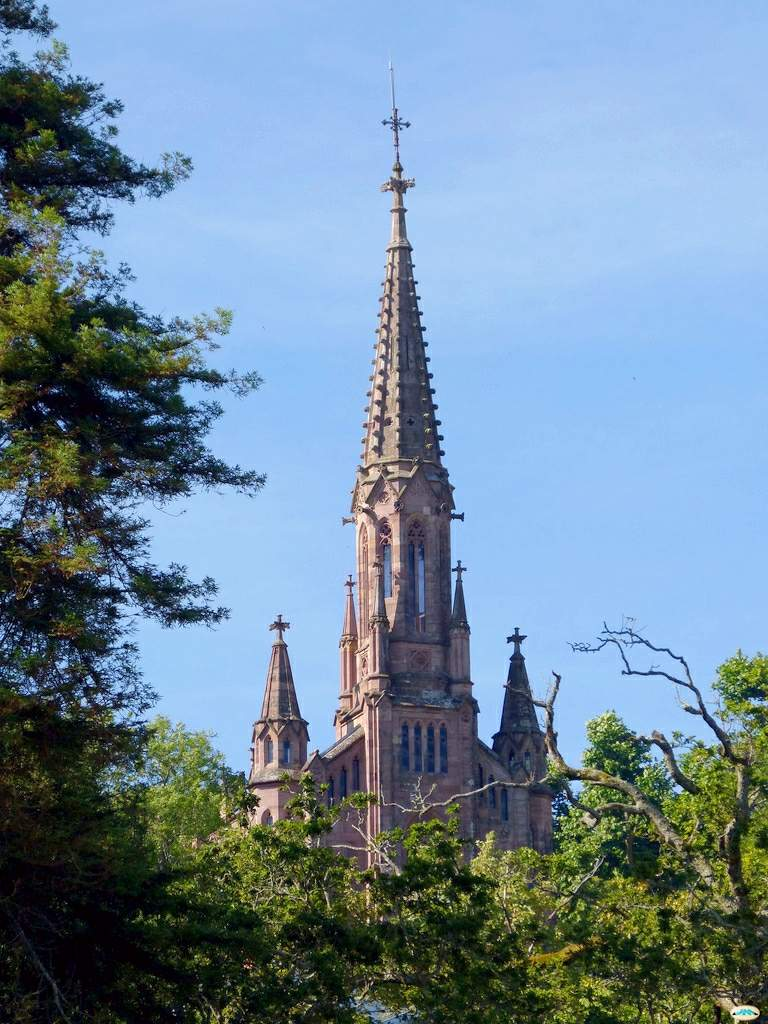
Capella-Panteó del Palau de Sobrellano (Comillas)
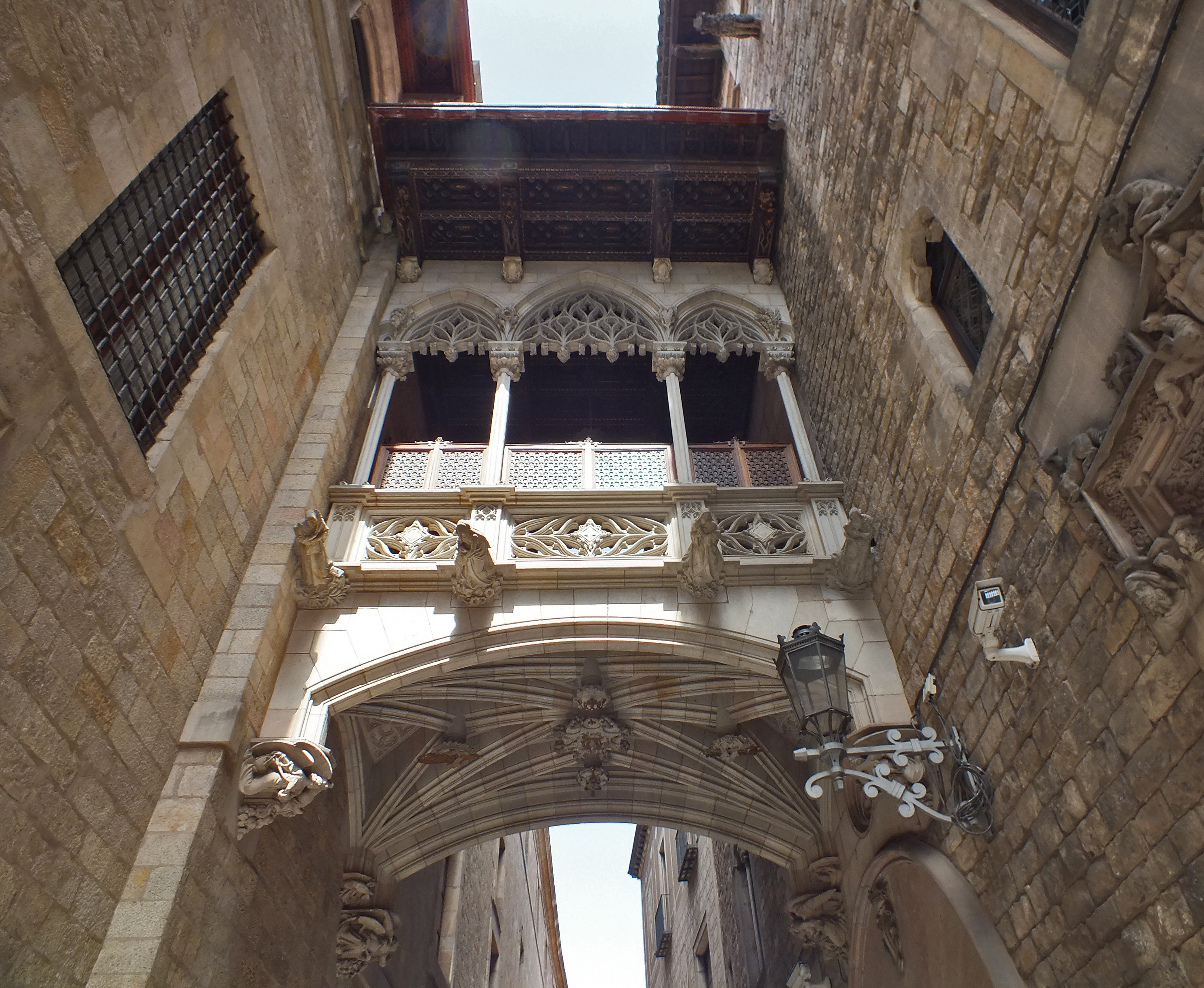
Pont neogòtic del carrer del Bisbe, al Barri Gòtic de Barcelona
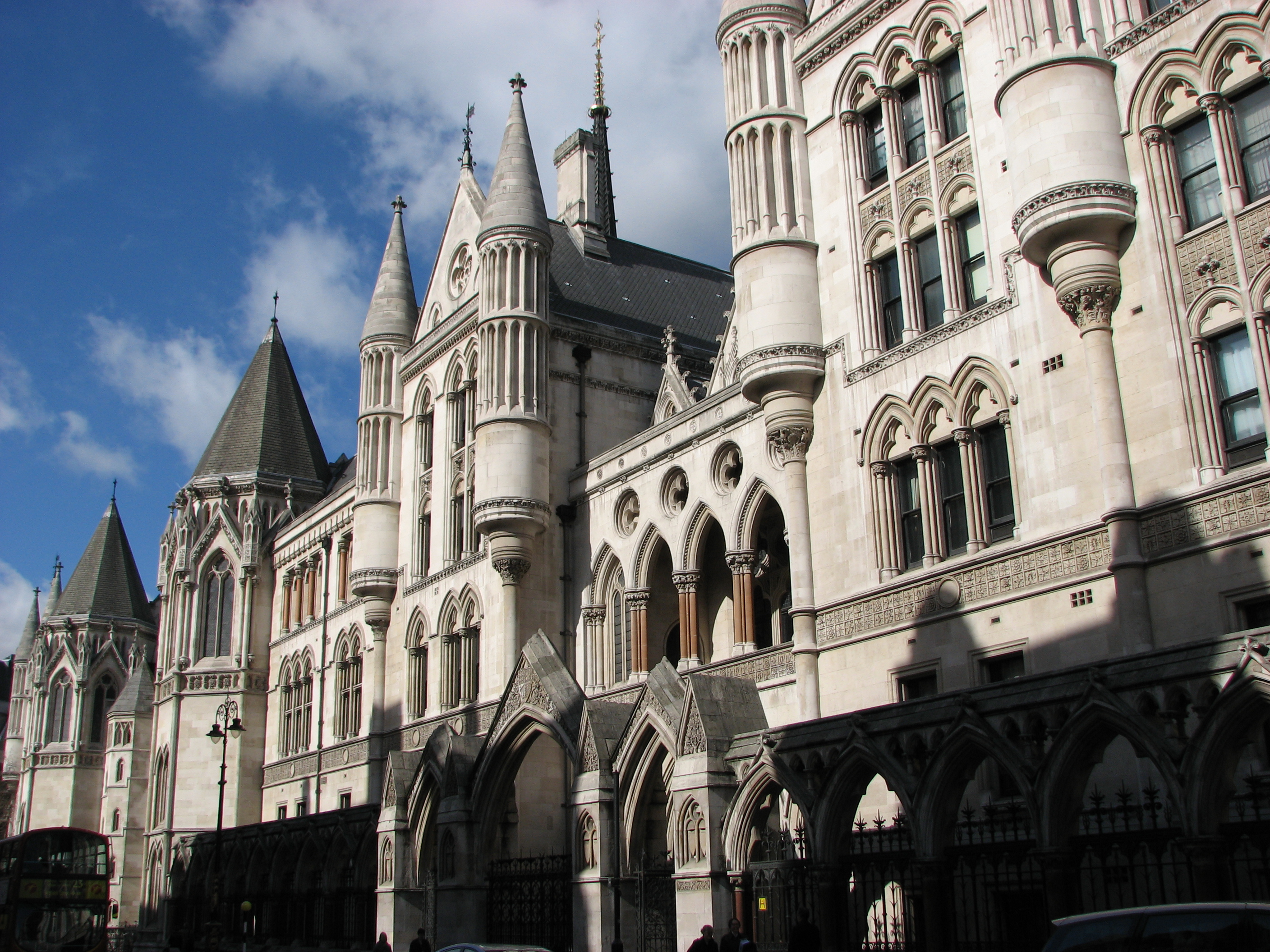
Palau de Justícia de Londres
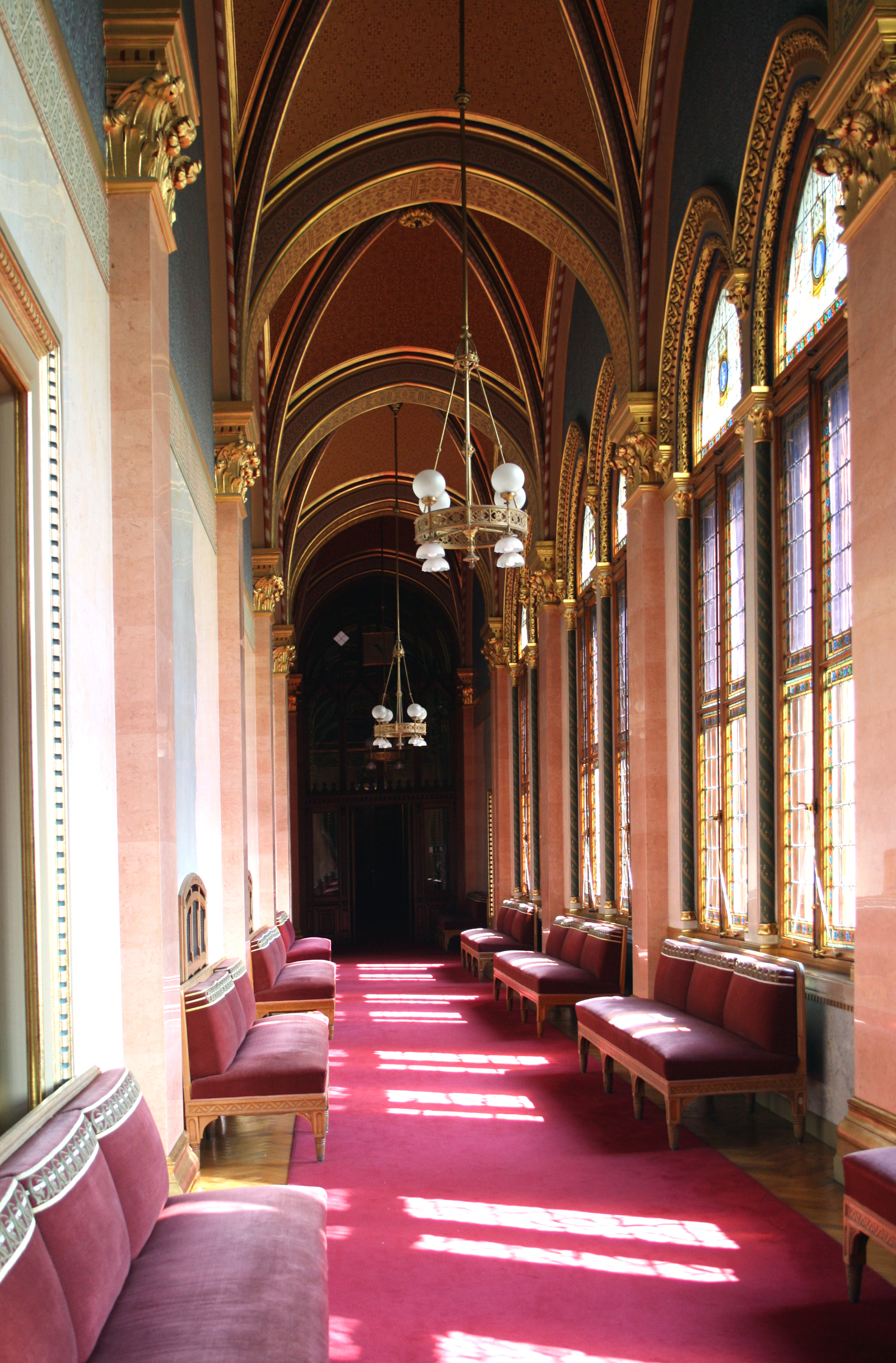
Interior del Palau del Parlament d'Hongria